# Flowers in December
Flowers in December è un brano del gruppo folk psichedelico Mazzy Star, uscito come singolo nel 1996 e secondo singolo estratto dall'album Among My Swan. Ha raggiunto la quarantesima posizione nella classifica britannica.
Sul lato B sono presenti i brani Ride It On (Live) e Had a Thought.